# Dziedzickia separata
Dziedzickia separata är en tvåvingeart som först beskrevs av Oskar Augustus Johannsen 1912.  Dziedzickia separata ingår i släktet Dziedzickia och familjen svampmyggor.
Artens utbredningsområde är Vermont. Inga underarter finns listade i Catalogue of Life.